# Penkun
Penkun im Landkreis Vorpommern-Greifswald ist eine zum Amt Löcknitz-Penkun gehörende Landstadt in Mecklenburg-Vorpommern. Sie ist im äußersten Südosten Vorpommerns nahe der Grenze zu Polen und der Metropole Stettin gelegen.

## Geografie

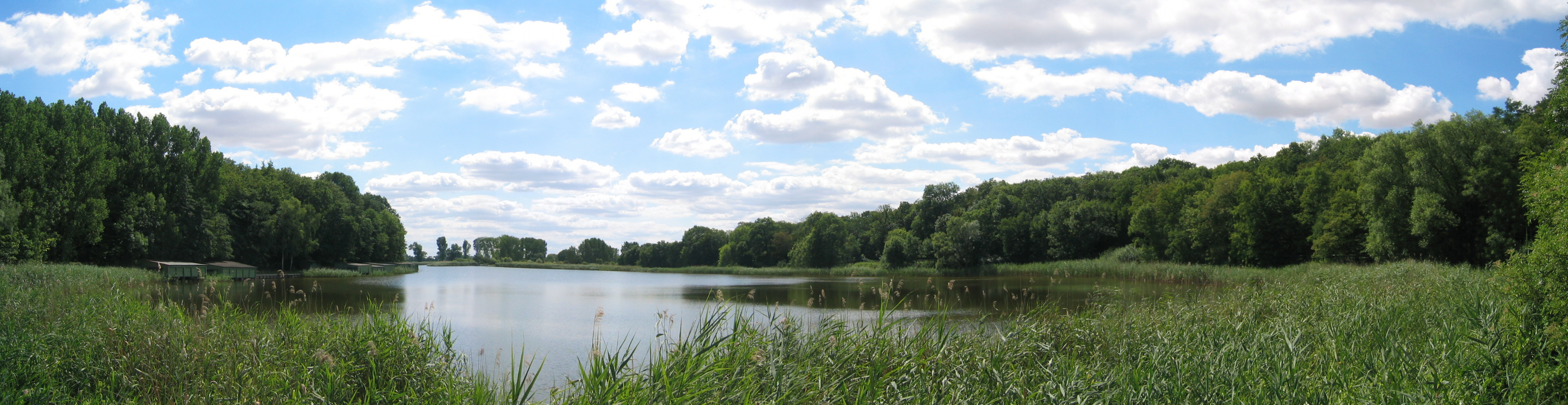
Schlosssee Penkun

### Geografische Lage
Penkun liegt etwa in der Mitte des Dreiecks Prenzlau – Stettin (Szczecin) – Schwedt/Oder. Die Stadt wird von mehreren Seen umgeben, die in einer Senke zwischen zwei Endmoränenzügen liegend zur Randow und zum Landgraben hin abfallen. Die größten Gewässer sind der Schlosssee, der sich als Seenkette aus sieben Seen bildet, und der aus vier Teilen bestehende Bürgersee. Das Hügelland setzt sich nach Norden bis vor Stettin fort. Das Gebiet um Penkun wird intensiv landwirtschaftlich genutzt.

### Stadtgliederung
Neben dem Hauptort gibt es neun Ortsteile und zwei Weiler:
| - Büssow - Friedefeld - Grünz - Kirchenfeld - Neuhof | - Radewitz - Sommersdorf - Storkow - Wollin | Weiler: - Ausbau - Blockshof |

### Nachbargemeinden
Nachbargemeinden der Stadt sind von Norden beginnend im Uhrzeigersinn:
Krackow, Nadrensee, Mescherin, Tantow, Casekow, Randowtal und Brüssow.

## Geschichte

### Ältere Geschichte
Pencun wurde 1240 erstmals als in vicus Pinkun – also als Dorf – bei einem Tauschgeschäft zwischen Herzog Barnim I. von Pommern und Bischof Conrad III. von Cammin urkundlich erwähnt. Vorher existierte dort eine slawische Siedlungsstätte, umgeben von Burgwällen. Nachdem dort 1186 zur Sicherung der Handelsstraße zwischen Stettin und der Mark Brandenburg eine pommersche Grenzfeste errichtet worden war, entwickelte sich Penkun als regelmäßig angelegte und ummauerte Stadt im Schutze dieser Burg. Die Stadtbefestigung bestand aus einer Stadtmauer, drei Stadttoren (Wolliner, Stettiner und Gartzer Tor), zwei Rundtürmen und einigen Wieckhäusern. 1261 ging das Patronat der Pfarrkirche Penkun auf das neugegründete Domkapitel St. Marien zu Stettin über. 1269 wurde Pinkun erstmals urkundlich als oppidum – also als Stadt – bezeichnet und 1284 als civitas Pencun erwähnt. Es gebrauchte das magdeburgische Stadtrecht. Wann genau Penkun das Stadtrecht erhielt, ist unbekannt.
1285 wird erstmals ein Prefectus Rudolf (1296: Rodolfus de Penkun) als Schultheiß von Penkun erwähnt. 1295 war die Stadt an das Herzogtum Pommern-Stettin gefallen und erhielt 1320 die Zollfreiheit. Zum Schutz der Bürger wurde 1433 die Penkuner Schützengilde gegründet. 1468 konnten die Bürger Penkuns und die Schützengilde die Stadt erfolgreich über vier Monate gegen den brandenburgischen Kurfürsten Friedrich II. verteidigen. Von den Kriegseinwirkungen auf die Stadt blieben die Stadtkirche, das Rathaus und das Schloss verschont. Herzog Bogislaw X. von Pommern belehnte 1478/80 seinen Rat und Hauptmann Werner von der Schulenburg mit dem Penkuner Schloss, der Stadt Penkun und zwei Dörfern. 1614 verpfändeten und im Jahr darauf verkauften die Schulenburgs Schloss und Stadt Penkun sowie sechs Dörfer an Henning von der Osten. Die Burg wurde um 1600 zu einem Renaissanceschloss ausgebaut.
Während des Dreißigjährigen Krieges wurde Penkun 1630 durch kaiserliche Truppen niedergebrannt, wobei die Befestigungswerke erhalten blieben. Bis 1648 gehörte Penkun zum Herzogtum Pommern. Durch den Westfälischen Frieden kam Penkun zunächst zu Schwedisch-Vorpommern und ab 1720 zum preußischen Teil von Pommern.

### Neuere Geschichte

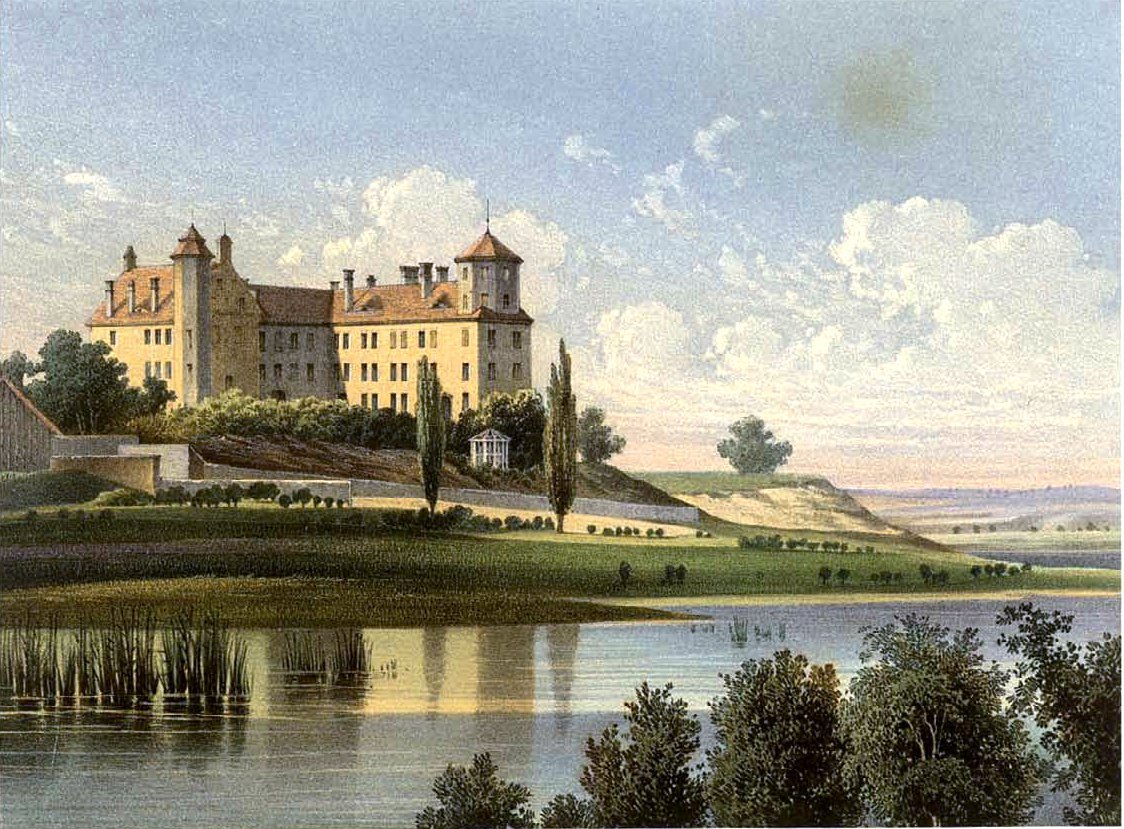
Schloss Penkun um 1860 (von Nordosten), Sammlung Alexander Duncker

Durch einen Tausch kam Schloss Penkun mit seinen Ländereien 1756 an die Familie der Grafen von Hacke, wurde 1817 aber von der Familie von der Osten zurückerworben. In seiner Entwicklung wurde Penkun oft von Bränden heimgesucht, nach 1630 so auch in den Jahren 1701, 1733, 1800, 1826 und 1854, bei denen die Kirche im Laufe der Jahrhunderte siebenmal beschädigt und schließlich bei dem Großbrand im Jahr 1854 zusammen mit etwa 62 % der Wohnhäuser komplett zerstört wurde. 144 von ursprünglich 189 Wohnhäusern und Gebäuden von Penkun lagen teilweise oder ganz in Trümmern, auch das Rathaus sowie die Pfarr- und Schulgebäude. Die Stadtmauer und die drei Stadttore wurden nach dem Brand endgültig abgebrochen. Dieser Großbrand ist auch der Grund dafür, dass zirka 70 % der Penkuner Gebäude aus dem 19. Jahrhundert stammen. Nach dem Großbrand von 1854 war die Stadt und die Bürgerschaft völlig verarmt. Aus der Zeit stammt auch das plattdeutsche Sprichwort In Penkun, in Penkun, da hängt de Hunger upp’n Tun („In Penkun, in Penkun, da hängt der Hunger auf dem Zaun“).
Auch zwei Brauereien und eine Baumwoll- und Leinenmanufaktur, die 1862 von 14 Meistern und sechs Gesellen betrieben wurden, änderten an der wirtschaftlich schlechten Situation der Stadt nur wenig. Davon zeugt auch, dass sich die meisten Bürger und Einwohner von der Landwirtschaft ernährten und 1865 lediglich vier von damals ca. 2000 Einwohnern der Stadt einkommensteuerpflichtig waren. Im 19. Jahrhundert hatte Penkun eine jüdische Gemeinde und einen jüdischen Friedhof. Letzterer wurde um 1940 verwüstet, bis nach 1952 waren noch Reste vorhanden. Sie wurden dann abgeräumt und der Friedhof mit einem Sportplatz überbaut.

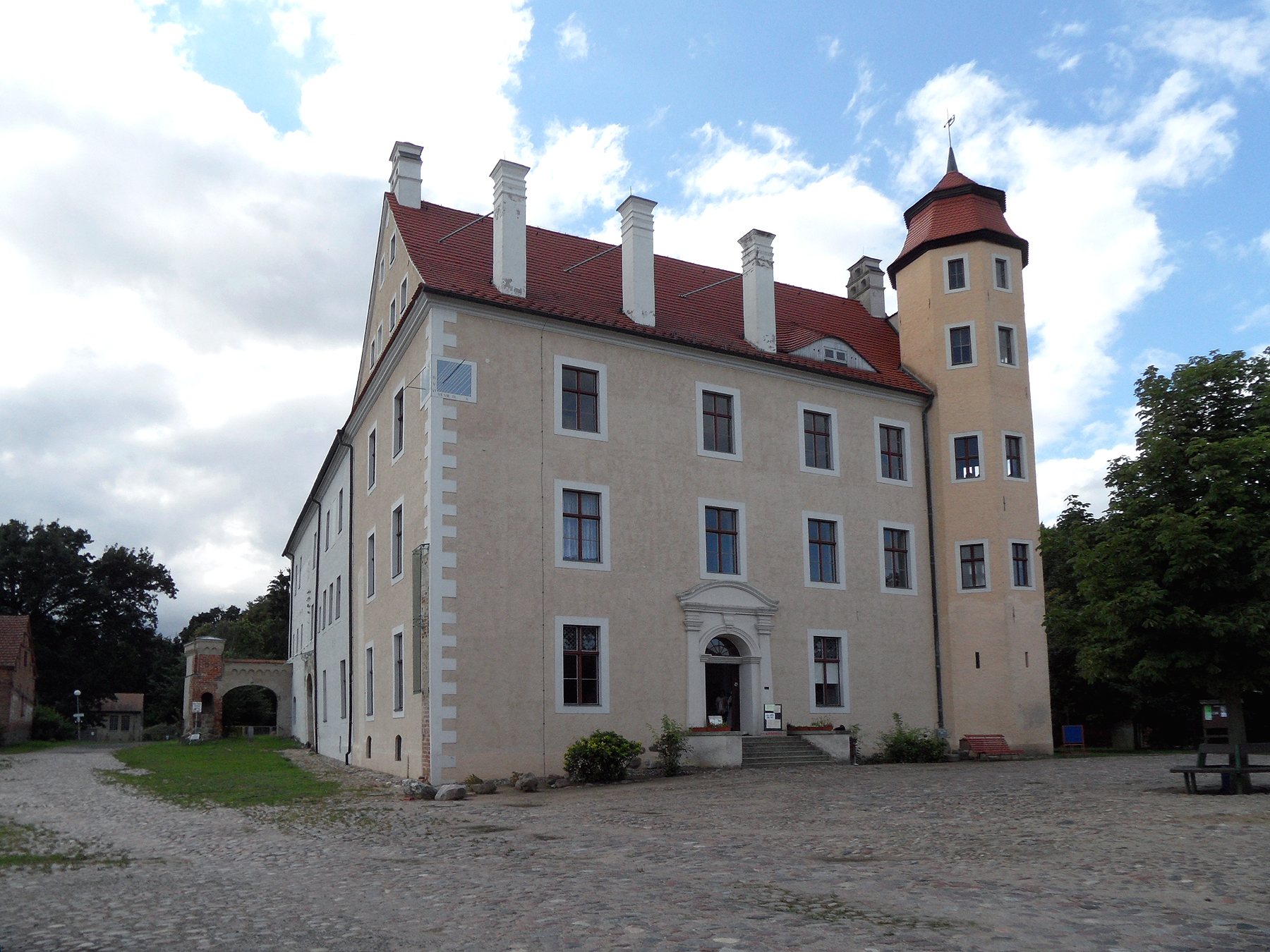
Schloss Penkun um 2011 (von Osten)

Der zentrale Markt spielte bis 1906 als Pferdemarkt eine regionale Rolle. Danach wurden die heute noch stehenden Linden gepflanzt. 1993 wurde der Markt nach historischem Vorbild umgestaltet. Am Ende des Zweiten Weltkrieges wurden 1945 das Rathaus und das Schützenhaus durch ein Feuer zerstört. Nach dem Zweiten Weltkrieg waren in Penkun größtenteils landwirtschaftliche Betriebe ansässig.
Ab 1991 wurde der historische Stadtkern im Rahmen der Städtebauförderung saniert. Das Straßennetz wurde ausgebaut, eine Kanalisation geschaffen und ein Klärwerk gebaut, eine neue Grundschule und das zentral gelegene neue Amtsgebäude und Rathaus wurden errichtet.
Penkun gehörte zwischen 1818 und 1939 zum Landkreis Randow im Regierungsbezirk Stettin der preußischen Provinz Pommern. 1939, bei Auflösung des Landkreises Randow, wurde Penkun dem Landkreis Greifenhagen zugeordnet, der bis 1945 bestand. Dann kam die Stadt zum wiedererrichteten Landkreis Randow im Land Mecklenburg und am 1. Juli 1950 zum neuerrichteten Kreis Pasewalk (ab 1952 im DDR-Bezirk Neubrandenburg, ab 1990 im Land Mecklenburg-Vorpommern). 1994 wurde Penkun Teil des neugebildeten Landkreis Uecker-Randow, der 2011 im Landkreis Vorpommern-Greifswald aufging.
Zwischen 1992 und 2004 war Penkun Sitz des Amtes Penkun. Seit dem 1. Juli 2004 gehört die Stadt zum Amt Löcknitz-Penkun.

### Geschichte der Ortsteile
Grünz wurde erstmals 1289 als Grönitz in einer Urkunde genannt. Die Grünzer Kirche entstand ab 1229.
Radewitz wurde erstmals 1289 genannt. Seit 1836 war das Gut im Besitz der Familie von Ziethen. Die älteren Gebäude des Gutshauses entstanden nach 1836, das um 1900 zu einem Herrenhaus erweitert wurde.
Storkow wurde 1240 als Stochhausen erwähnt. Die Feldsteinkirche mit dem Fachwerkturm stammt aus dem 14. Jahrhundert. Die Bockwindmühle wurde vor 1718 erbaut und nach einem Brand 1902 wieder aufgebaut sowie von 1999 bis 2006 saniert.
Wollin wurde erstmals 1240 erwähnt. Die Kirche entstand 1261.
Friedefeld wurde 1714 als Vorwerk Penkuns von Heinrich von der Osten angelegt.

### Eingemeindungen
Grünz mit Radewitz, Sommersdorf mit Neuhof, Storkow und Wollin b. Penkun mit Friedefeld wurden am 1. Januar 1999 jeweils als Ortsteile nach Penkun eingemeindet. Sie waren bis zum 31. Dezember 1998 selbstständige Gemeinden.

## Bevölkerung
Penkun gehört zu den nach ihrer Einwohnerzahl sowohl kleinsten Städten Vorpommerns als auch kleinsten Städten Deutschlands.
| Jahr | Stadt Penkun | Büssow | Kirchenfeld | Grünz | Radewitz | Sommersdorf | Storkow | Wollin | Friedefeld | Quelle        |
| ---- | ------------ | ------ | ----------- | ----- | -------- | ----------- | ------- | ------ | ---------- | ------------- |
| 1740 | 0830         |        |             |       |          |             |         |        |            | [ 7 ]         |
| 1782 | 0896         |        |             |       |          |             |         |        |            | [ 7 ]         |
| 1812 | 1037         |        |             |       |          |             |         |        |            | [ 7 ]         |
| 1852 | 1828         |        |             |       |          |             |         |        |            | [ 7 ]         |
| 1875 | 2014         |        |             |       |          |             |         |        |            | [ 8 ]         |
| 1900 | 1913         |        |             | 257   | 151      | 296         | 334     | 286    | 114        | [ 9 ]         |
| 1925 | 1925         |        |             | 232   |          | 295         | 303     | 239    |            | [ 10 ] [ 11 ] |
| 1939 | 1892         |        |             | 372   |          | 373         | 268     | 478    |            | [ 8 ] [ 11 ]  |
| 1990 | 1371         |        |             | 296   |          | 264         | 216     | 313    |            |               |
| 1995 | 1252         |        |             | 296   |          | 246         | 216     | 290    |            |               |
| 2000 | 2253         | –      | –           | –     | –        | –           | –       | –      | –          |               |
| 2005 | 2104         | –      | –           | –     | –        | –           | –       | –      | –          |               |
| 2010 | 1953         | –      | –           | –     | –        | –           | –       | –      | –          |               |
| 2015 | 1899         | –      | –           | –     | –        | –           | –       | –      | –          |               |
| 2020 | 1765         | –      | –           | –     | –        | –           | –       | –      | –          |               |
| 2021 | 1773         | –      | –           | –     | –        | –           | –       | –      | –          |               |
| 2022 | 1815         | –      | –           | –     | –        | –           | –       | –      | –          |               |
| 2023 | 1756         | –      | –           | –     | –        | –           | –       | –      | –          |               |

ab 1990: Stand: 31. Dezember des jeweiligen Jahres
Der starke Anstieg der Einwohnerzahl 2000 ist auf die Eingemeindung von vier Orten im Jahr 1999 zurückzuführen.

## Politik

### Stadtvertretung
Die Stadtvertretung von Penkun besteht aus 12 Mitgliedern. Die Kommunalwahl am 9. Juni 2024 führte bei einer Wahlbeteiligung von 61,2 % zu folgendem Ergebnis:
| Partei / Wählergruppe                           | Stimmenanteil 2019 | Sitze 2019 |        | Stimmenanteil 2024 | Sitze 2024 |
| ----------------------------------------------- | ------------------ | ---------- | ------ | ------------------ | ---------- |
| Aktive Vorpommern                               | –                  | –          | 43,6 % | 5                  |            |
| CDU                                             | 43,2 %             | 5          | 31,9 % | 4                  |            |
| Bürger für Penkun (BfP)                         | 14,1 %             | 2          | 12,7 % | 2                  |            |
| Einzelbewerber Götz Grünberg                    | –                  | –          | 09,1 % | 1                  |            |
| Einzelbewerber Torsten Redepenning              | –                  | –          | 02,8 % | –                  |            |
| Bürgerbündnis mit Kompetenz für Vorpommern (BB) | 21,0 %             | 2          | –      | –                  |            |
| Wir für Penkun (WfP)                            | 14,7 %             | 2          | –      | –                  |            |
| Einzelbewerber Ulrich Nikolaus                  | 07,1 %             | 1          | –      | –                  |            |
| Insgesamt                                       | 100 %              | 12         | 100 %  | 12                 |            |

### Bürgermeister
Vom 13. Jahrhundert bis 1808 sind die genauen Amtszeiten der Bürgermeister nicht bekannt. Die Jahreszahlen hinter den Namen aus dieser Zeit geben deshalb lediglich die Erwähnung des Namens und der Person als Bürgermeister der Stadt Penkun in einer Urkunde aus dem angegebenen Jahr an oder bei einem Kreuz vor der Jahreszahl das Sterbejahr.
- Prefectus (Schultheiß) Rudolf, 1285
- Rodolfus de Penkun, 1296
- Jasper Pinno, urkundlich erwähnt 1506
- Hermann Pinno, 1506
- Henninck Pinno, 1506
- Christoff Brünningk, 1698, 1699
- Michel Krumbek, 1710
- Daniel Ludwig Mahlendorff, 1740
- ? Lesemeister (Legemeister), 1752; † 1754
- Johann Friedrich Bohs (Boß), 1767, 1775
- Heinrich Millard, 1767, 1775
- 1809? Suckow
- 1809–1814: Otto Joachim Friedrich Höpner († 1814)
- 1814–1815: Joachim Ulrich Holce
- 1815–1821: Carl Wilhelm Henning
- 1823–1824: G. Geschwind
- 1827–1831: H. L. Lenius
- 1831–1859: M. Fr. Radant
- 1859–1864: August Sebastian Ferdinand Schulß
- 1864–?: Franz Ludwig Warmburg
- 1924–?: Kurt Bauer
- 1990–2019: Bernd-Rudolf Netzel (FDP)
- seit 2019: Antje Zibell (CDU)

Zibell wurde in der Bürgermeisterwahl am 26. Mai 2019 mit 58,8 % der gültigen Stimmen zur neuen Bürgermeisterin gewählt. Sie wurde am 9. Juni 2024 ohne Gegenkandidat mit 83,8 % der gültigen Stimmen in ihrem Amt bestätigt. Ihre Amtsdauer beträgt fünf Jahre.

### Wappen
| Wappen von Penkun | Blasonierung: „In Silber auf einer goldenen Krone ein aufgerichteter golden bewehrter roter Greif mit ausgeschlagener roter Zunge und untergeschlagenem Schweif.“ |
| Wappen von Penkun | Wappenbegründung: In dem nach dem Siegelbild um 1600 gestalteten Wappen verweist der Greif als Symbol des Greifengeschlechts auf den Herzog von Pommern als Stadtgründer und Stadtherrn. Zeitweilig – bis Februar 1995 – zeigte das Stadtwappen die Feldfarbe Blau. Das heutige Wappen wurde nach 1995 neu gezeichnet und unter der Nr. 65 der Wappenrolle des Landes Mecklenburg-Vorpommern registriert. |

### Flagge
Die Stadt verfügt über keine amtlich genehmigte Flagge.

### Dienstsiegel
Das Dienstsiegel zeigt die Figuren des Stadtwappens (ohne Wappenschild) mit der Umschrift „STADT PENKUN * LANDKREIS VORPOMMERN-GREIFSWALD“.

### Städtepartnerschaften
- Fors in Frankreich (Region Nouvelle-Aquitaine)
- Widuchowa (dt.: Fiddichow) in Polen (Woiwodschaft Westpommern)
- Lubień in Polen (Woiwodschaft Kleinpolen)

Es findet ein regelmäßiger Kulturaustausch zwischen den Partnerstädten in Form von gegenseitigen Treffen statt.

## Sehenswürdigkeiten und Kultur

### Bauwerke
- Schloss Penkun (früher Burg), unregelmäßige Dreiflügelanlage auf dem alten Burghügel. Unter Verwendung mittelalterlicher Reste wurde um 1600 die Burg zu einem Schloss im Stil der Spätrenaissance umgebaut. Die Portale im Westen und Osten stammen aus dem 17. Jahrhundert. Die Tordurchfahrt ziert ein Wappenschmuck mit Datum 1614. Nach 1945 wurde das Schloss als Landwirtschaftsschule mit Internat genutzt, dann als Kantine der LPG und bis 1990 der Grundschule. Heute hat das Schloss 44 Räume und 190 Fenster auf einer Gesamtfläche von etwa 1720 Quadratmetern. Die Gebäude werden für wechselnde Ausstellungen genutzt. Im Verwalterhaus wurde ein Museum untergebracht. Sehenswert ist auch der Schlosspark.
- Evangelische Stadtkirche, neogotischer Backsteinbau, errichtet von 1858 bis 1862 anstelle des 1854 abgebrannten Vorgängerbaus, Orgel vom Stettiner Orgelbaumeister Barnim Grüneberg (1863)[21]
- Ehemaliges Hospital St. Georg, Barockbau von 1755
- Bockwindmühle Storkow, größte Deutschlands
- Grünz: Feldsteinkirche von 1229, 1888 ausgebrannt, Wiederaufbau mit neogotischem Turm mit spitzem Helm, Altarraum in der Apsis, östlicher Stufengiebel, Taufbecken von 1685
- Storkow: Größte Bockwindmühle Deutschlands.
- Wollin: Rechteckige Feldstein-Dorfkirche aus dem späten 13. Jahrhundert

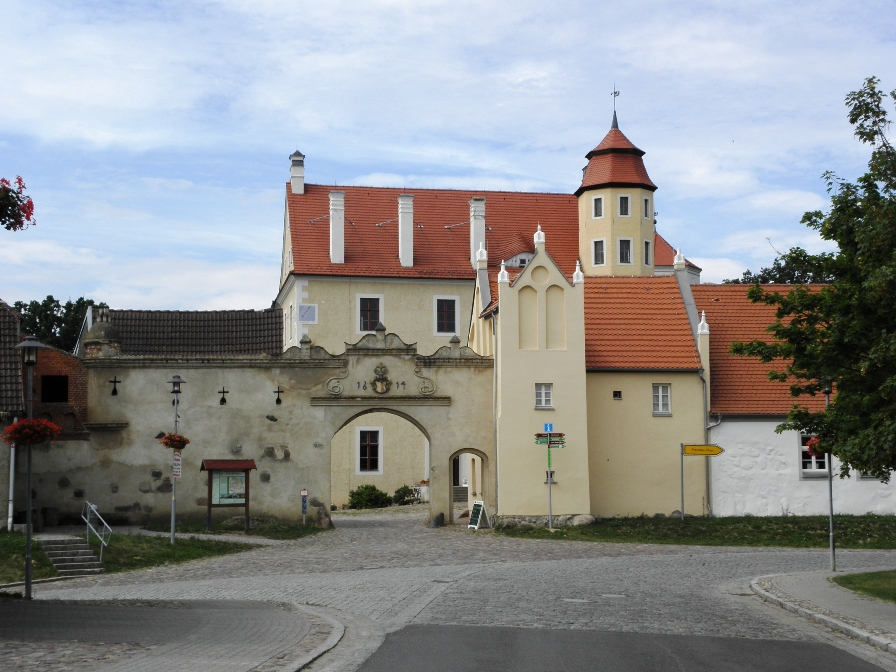
Schloss Penkun
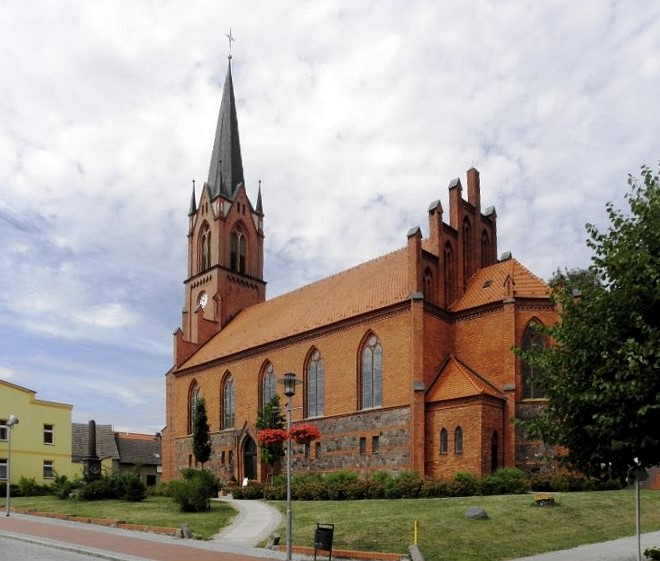
Stadtkirche
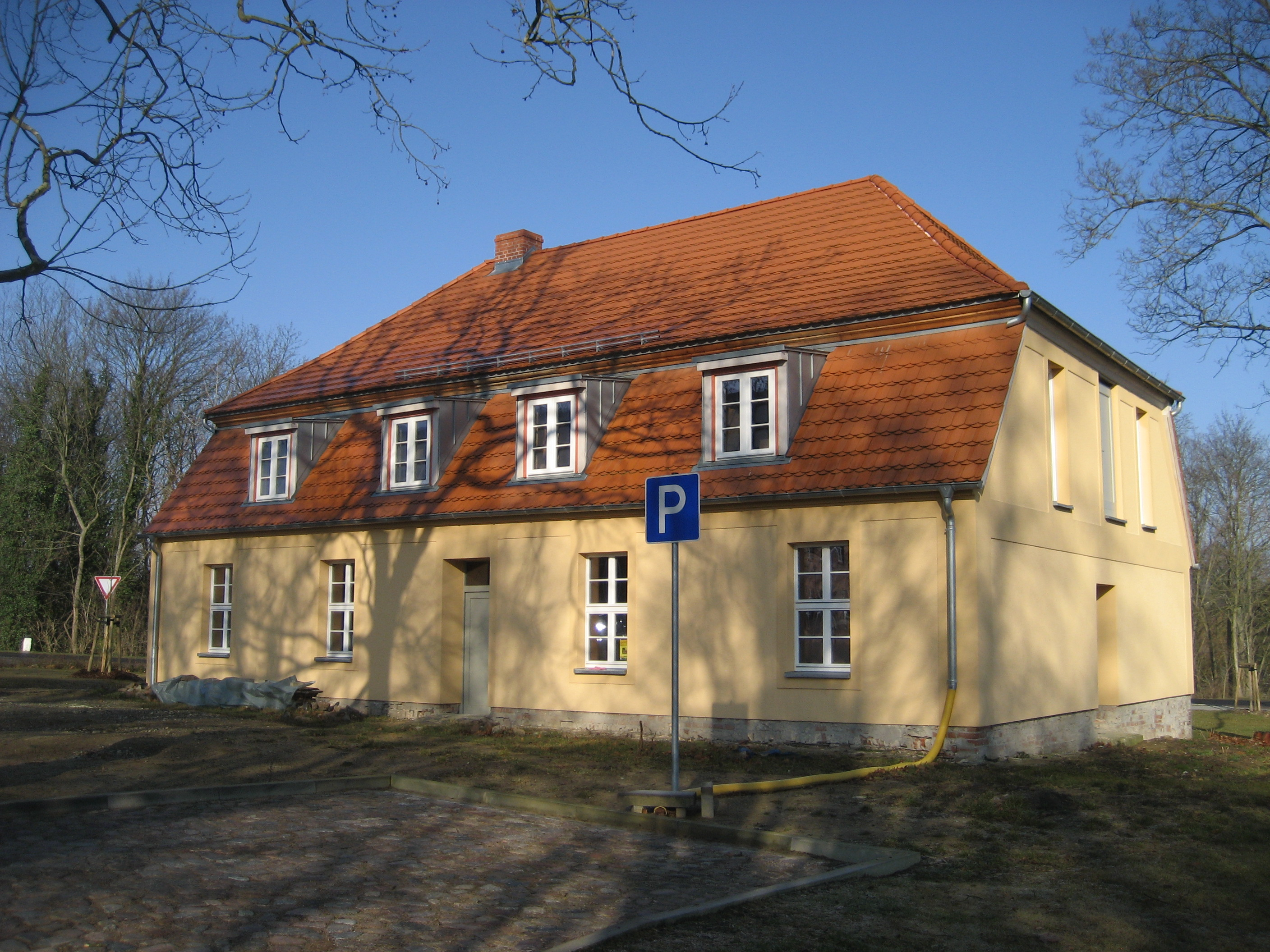
Ehemaliges Hospital St. Georg
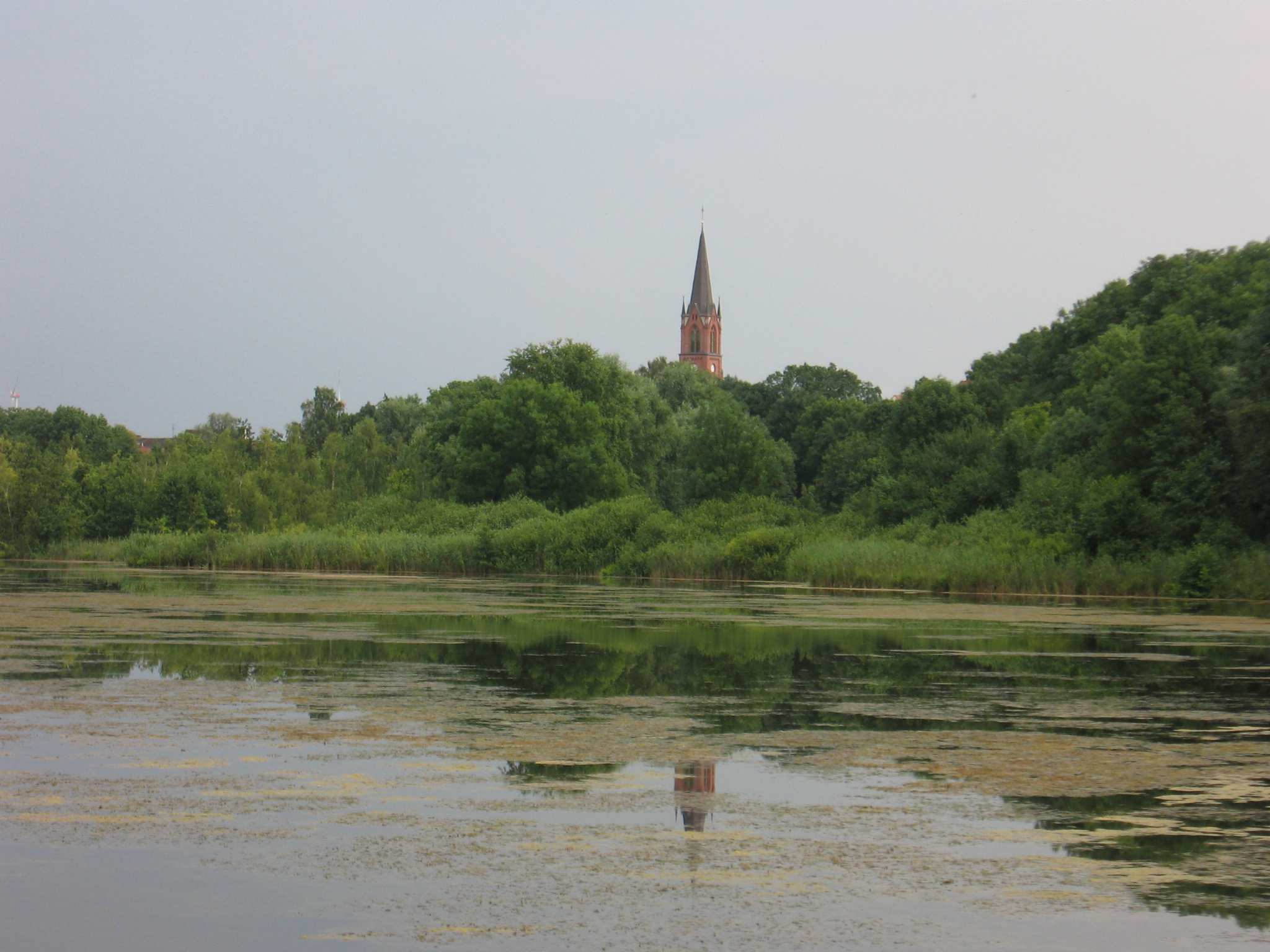
Schlosssee und Stadtkirche
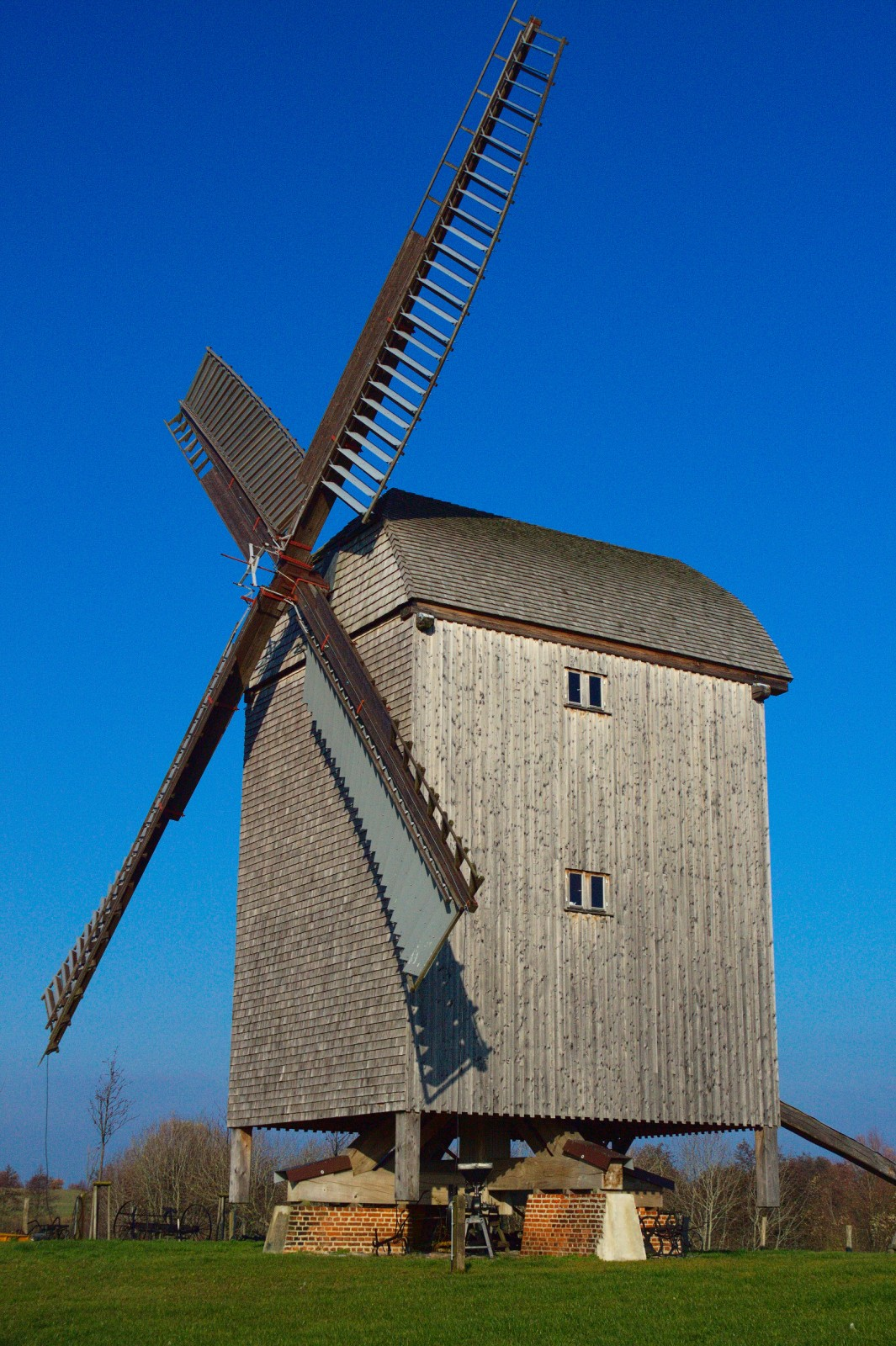
Bockwindmühle Storkow
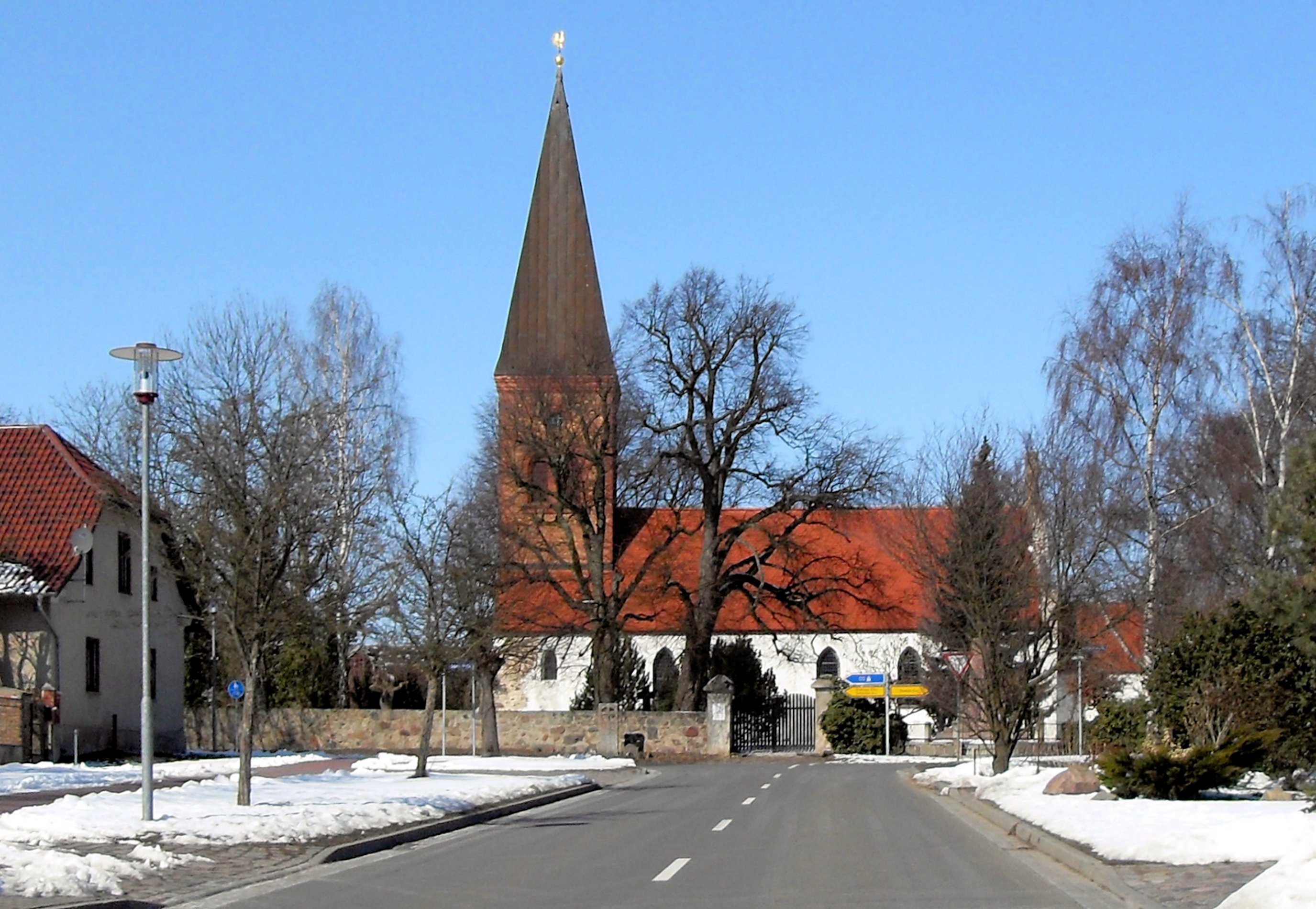
Dorfkirche Sommersdorf
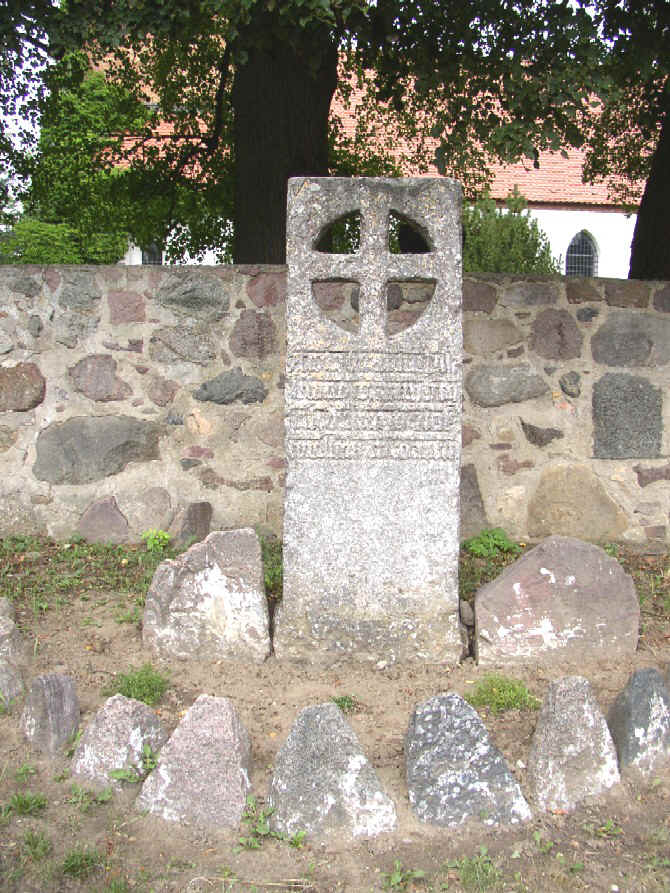
Mordwange von Sommersdorf (1423)

### Musik
- Chor Cantemus Penkun
- Schalmeienkapelle Penkun der Freiwilligen Feuerwehr
- Penkuner Blasorchester
- Posaunenchor Sommersdorf

### Regelmäßige Veranstaltungen
- Penkuner Geflügelschau
- Oldtimer-Rundfahrt
- Adventsmarkt der evangelischen Kirchengemeinde

## Wirtschaft und Infrastruktur

### Unternehmen
In Penkun befindet sich nach Angaben des Betreibers einer der größten Biogasparks der Welt. Die für 20 Megawatt ausgelegte Anlage gehört zu einem im Bau befindlichen Düngemittelwerk. In der Anlage wird Strom aus Mais, Gülle und Getreide erzeugt.

### Verkehr
Durch den Ortsteil Storkow führt die Bundesstraße B 113 zwischen den deutsch-polnischen Grenzübergängen Linken und Mescherin. Die Landesstraße L 283 verbindet Penkun mit Schmölln an der brandenburgischen Landesgrenze und Löcknitz. Die Anschlussstelle Penkun an der Bundesautobahn 11 (Berlin–Stettin) ist die letzte vor der polnischen Grenze.
Am benachbarten Bahnhof Tantow besteht Anschluss an die Bahnstrecke Berlin–Stettin. Von 1899 bis 1945 besaß Penkun nordwestlich der Altstadt einen Bahnhof an der Kleinbahn Casekow–Penkun–Oder, die als Reparationsleistung an die Sowjetunion abgebaut wurde.

### Bildung
- Grundschule Penkun
- Regionale Schule Penkun
- Kindertagesstätte Pusteblume mit Hort

### Vereine
- Penkuner Schützengilde 1433
- Penkuner SV Rot-Weiß (PSV) mit den Abteilungen Fußball, Tischtennis, Badminton, Volleyball, Radball, Billard und Gymnastik
- Penkuner Karnevals-Club (PKC)
- Feuerwehrverein Penkun 1890
- Kultur- & Tourismusverein Penkun
- Museumsverein der Stadt Penkun
- Verein Bockwindmühle Storkow

## Persönlichkeiten

### Söhne und Töchter der Stadt
- Caspar March (1619–1677), Mediziner, Mathematiker, Astronom und Rektor der Universität Rostock
- Albert Herr (1840–1912), Verwaltungsbeamter, Mitglied des Preußischen Abgeordnetenhauses
- Heinrich Otto Guenther (1857–1910), Verwaltungsjurist und Regierungspräsident
- Winfried Mante (* 1948), Politiker (SPD), in Storkow geboren

### Mit Penkun verbundene Persönlichkeiten
- Henning von der Osten (1563–1626), ritterschaftlicher Landrat im Herzogtum Pommern-Wolgast und Erbherr auf Penkun
- Heinrich von der Osten (1603–1659), ritterschaftlicher Landrat im Herzogtum Pommern und in Schwedisch-Pommern und Erbherr auf Penkun
- Friedrich Wilhelm von der Osten (1842–1928), Gutsherr auf Penkun
- Karsten Wiebke (1938–2020), Politiker (SPD), Tierarzt in Penkun
- Ulli Wegner (* 1942), Boxtrainer, Berufsausbildung in Penkun